# Sølvhejre
Sølvhejren (Ardea alba) er en helt hvid hejre, som er lige så stor som fiskehejren. Den er 85-100 cm lang og vejer 1,5 kg. Den har et vingefang på 143-169 cm lang. Den kan leve i 10-15 år. Næbbet er det meste af året gult, men i yngletiden sort. Dens fødder og ben er sorte eller mørkegrå. I yngledragten har den lange skulderfjer. Dens føde består af fisk, padder og vandinsekter. Den yngler i kolonier i rørskove eller krat.
Sølvhejren er udbredt i varmere dele af det meste af verden, men har historisk kun været en sjælden gæst i Danmark. I senere årtier er antallet af besøgende steget markant, og første gang den ynglede i Danmark var i 2014, hvorefter den har ynglet enkelte steder i landet. Dens spredning er hjulpet af de stigende temperaturer. Det forventes, at man med tiden vil se noget lignende for silkehejren (endnu kun er en sjælden besøgende i Danmark), som er mindre end sølvhejre, har gule fødder i kontrast til dens sorte ben, og dens næb er altid sort.